# Lycastopsis augeneri
Lycastopsis augeneri är en ringmaskart som beskrevs av Toru Okuda 1937. Lycastopsis augeneri ingår i släktet Lycastopsis och familjen Nereididae. Inga underarter finns listade i Catalogue of Life.